# Конгоньяс (аэропорт)
Аэропорт Конгоньяс/Сан-Паулу (порт. Aeroporto de Congonhas/São Paulo) также известен под названием Аэропорт Конгоньяс (Aeroporto de Congonhas) (Код ИАТА: CGH) — аэропорт в штате Сан-Паулу, второй самый загруженный аэропорт Бразилии. Находится в восьми километрах от центра города Сан-Паулу на Авеню Вашингтона Луиса, в районе Кампу-Белу.
Аэропорт был открыт в 1936 году, первый рейс был совершён на аэроплане авиакомпании VASP в Рио-де-Жанейро. Название Конгоньяс происходит от окрестности, в которой он находится: здесь существовал древний город Конгоньяс, собственность потомков Леонарду Монтейру ди Барруса, виконта окрестности Конгоньяс-ду-Кампу, губернатора провинции Сан-Паулу во время имперского периода.
В списке наиболее загруженных пассажирских аэропортов мира Конгоньяс находится на 96-й позиции, и занимал ещё более высокое место до того, как 18 июля 2007 года произошла катастрофа A320.
Управляется компанией Infraero. Длина взлетно-посадочных полос — 1435 и 1490 метров.

## История
Аэропорт был первоначально запланирован в 1919 году, но был открыт только 12 сентября 1936 года. В то время это был частный аэропорт бразильской авиакомпании VASP, построенный как альтернатива аэропорту Кампу-де-Марте, у которого, уже тогда, были эксплуатационные трудности (из-за наводнений реки Тиете). К 1957 году аэропорт занимал третье место в списке наиболее загруженных пассажирских аэропортов мира по шкале груза и фрахта. Центральный зал пассажирского терминала считают одним из самых выдающихся примеров современной архитектуры в Сан-Паулу. Однако, модернизация и работы по расширению аэропорта, проводимые в терминале с 2003 года, пытаясь сохранить вид более старой, исторической секции, всё же заставила последнего потерять большую часть своего прежнего облика.
Аэропорт Конгоньяс является главным центром самых крупных авиалиний Бразилии: TAM Airlines и Gol Transportes Aéreos

## Значение для города

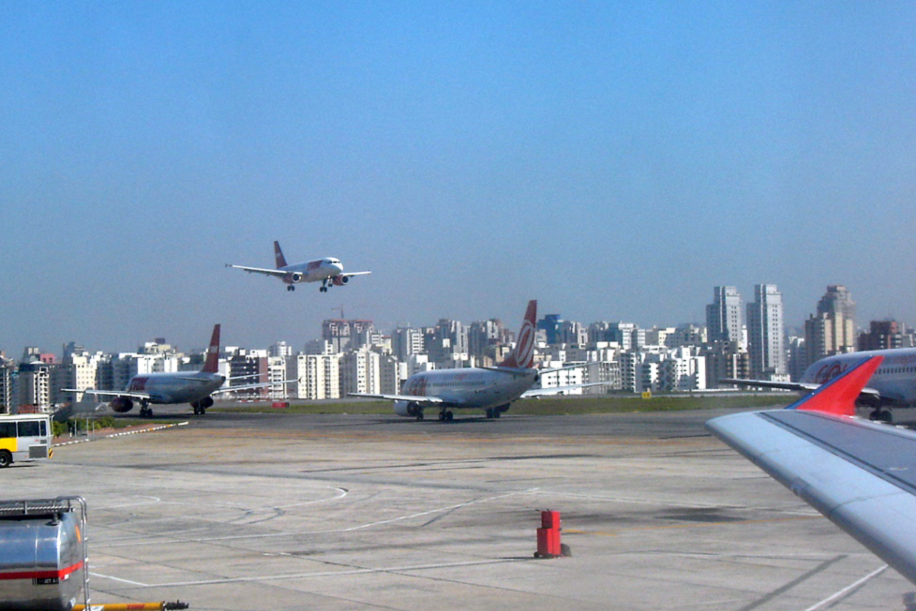
Самолёты, ждущие своей очереди, взлетают в переполненном аэропорту Конгоньяс

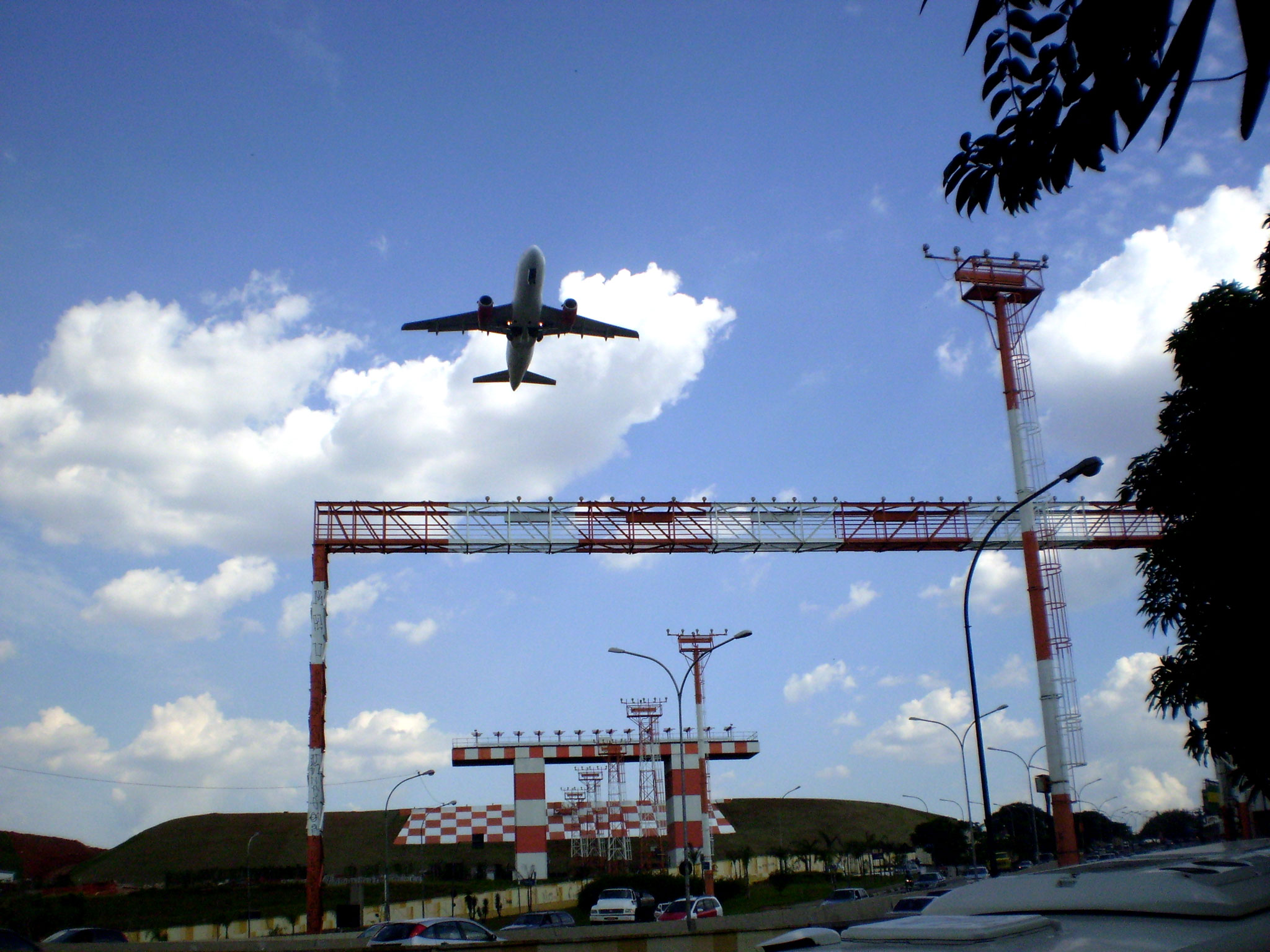
Airbus A320 бразильской авиакомпании TAM Airlines взлетел из аэропорта Конгоньяс

Конгоньяс был главным аэропортом Сан-Паулу, пока в 1985 году не был построен международный аэропорт Гуарульюс. Причиной постройки ещё одного аэропорта близ Сан-Паулу стала неспособность аэропорта Конгоньяс справляться с быстро возросшим пассажиропотоком, а также по причине коротких взлётно-посадочных полос последнего, при которых было невозможно использовать большие самолёты, требуемые для полётов по дальнемагистральным маршрутам.
Несмотря на потерю статуса главного аэропорта штата, аэропорт Конгоньяс продолжает оставаться важным для города для осуществления внутренних региональных и ближнемагистральных маршрутов. Учитывая концентрацию экономики Бразилии в центрально-южном регионе, где расположен Сан-Паулу, такие рейсы составляют самую большую долю внутреннего воздушного сообщения страны. Поэтому, даже после того, как был открыт международный аэропорт Гуарульюс, Конгоньяс продолжал сталкиваться с проблемами плохой пропускной способности, и относительно числа пассажиров, и относительно числа операций по рейсам. Несмотря на продолжающиеся работы модернизации, аэропорт Конгоньяс сейчас является небольшим и устаревшим аэропортом для сегодняшних стандартов, и его относительно короткие взлётно-посадочные полосы не могут быть расширены из-за роста города Сан-Паулу, который полностью окружил аэропорт.
Действительно, представление от приземляющегося самолёта в Конгоньясе может быть захватывающим зрелищем, когда самолёт летит очень низко над массивными высокими небоскрёбами, особенно когда самолёт приближается с севера. Короткое расстояние от аэропорта до центра города и от главных деловых кварталов (Авенида Паулиста, авеню Фария Лима, авеню Луиса Карлоса Беррини) делает аэропорт Конгоньяс более удобным для пассажиров, особенно для бизнес-туристов, нежели другие аэропорты штата Сан-Паулу, для пассажиров.

## Международные рейсы
До 1980-х годов аэропорт Конгоньяс, наряду с международным аэропортом Галеан города Рио-де-Жанейро, обслуживал главные международные рейсы в соседние страны, такие как Аргентина, Уругвай, Парагвай и Боливия, а также межконтинентальные рейсы. Однако, начиная с открытия международного аэропорта Гуарульюс, международные рейсы из аэропорта Конгоньяс больше не выполняются. Кроме аэропорта Гуарульос, международные рейсы выполняются из аэропорта Виракопус, после кардинальной модернизации в середине 2000-х годов обладающий ещё более длинной в сравнении с другими аэропортами штата взлётно-посадочной полосой и лучшими погодными условиями. Однако, весьма отдалённое местоположение аэропорта Виракопус (около 100 км от центра города Сан-Паулу) и отсутствие скоростного сообщения с ним, делает его не очень неудобным для пассажиров и авиалиний — и потому большинство международных пассажиров предпочитает садиться вместо этого на самолёт из аэропорта Конгоньяс до аэропорта Галеан города Рио-де-Жанейро и там пересаживаться на международные рейсы.

## Проблемы безопасности
Одной из проблем аэропорта были скользкие взлётно-посадочные полосы и, как следствие произошло несколько происшествий, где значимым фактором было накопление воды (наиболее известно крушение самолёта A320 в июле 2007 года). Хотя главная взлётно-посадочная полоса была повторно проложена в июне 2007 года, её новые углубления дренажа дождевой воды были закончены только в сентябре 2007 года. Рост городской застройки, приблизившейся вплотную к территории аэропорта, делает актуальными вопросы безопасности и шумности. Одна из первых авиакатастроф вблизи аэропорта произошла в 1941 году, приближающийся к аэропорту Конгоньяс самолёт не смог преодолеть горный массив и потерпел крушение, жертвами которого стали 13 человек. Значительная часть авиакатастроф которые произошли в аэропорту за 70 лет, случались ночью в условиях плохой видимости.
Самыми большими самолётами, которые теперь эксплуатируются в Конгоньяс, является Boeing 737-800 (авиакомпания Gol) и Airbus A320 (авиакомпания TAM). Однако, в прошлом в аэропорту эксплуатировались Boeing 767 и широкофюзеляжный самолёт Airbus A300 ныне не существующих авиакомпаний Transbrasil, VASP и Serviços Aéreos Cruzeiro do Sul.
Идут переговоры о третьем коммерческом аэропорте, который будет построен в пока ещё нерешённом месте, в Сан-Паулу, но эксперты, которые давали интервью бразильской прессе, говорят, что фактическое строительство такого аэропорта маловероятно, и что расширение аэропорта международного аэропорта Гуарульюс, вместе с развитием транспортных проектов, призванных сократить время поездки до аэропорта Виракопус, более перспективно.

## Авиалинии и направления
| Авиакомпании   | Назначения |
| -------------- | --- |
| GOL/VARIG      | Аракажу, Белу-Оризонти (Танкреду Невес), Бразилиа Boa Vista, Салвадор, Жоинвили, Кампу-Гранди, Куритиба, Рио-де-Жанейро (Галеан и Сантос-Дюмон), Лондрина, Флорианополис, Форталеза, Ресифи, Жуан-Песоа, Кампина-Гранди, Маринга, Манаус, Фос-ду-Игуасу, Навегантис, Шапеко, Порту-Алегри, Порту-Велью, Гояния, Витория, Кашиас-ду-Сул, Куяба, Ильеус, Уберландия.                           |
| Avianca Brasil | Белу-Оризонти (Танкреду Невес), Бразилиа, Рио-де-Жанейро (Сантос-Дюмон), Шапеко, Флорианополис, Жуазейру-ду-Норти, Пасу-Фунду. |
| Pantanal       | Арасатуба, Бауру, Марилия, Жуис-ди-Фора, Маринга, Президенти-Пруденти, Ресифи, Рибейран-Прету, Салвадор. |
| TAM            | Аракажу, Белу-Оризонти (Танкреду Невес), Бразилиа , Кампу-Гранди, Куяба, Куритиба, Маринга, Порту-Алегри, Салвадор, Рио-де-Жанейро (Галеан и Сантос-Дюмон), Рибейран-Прету, Ресифи, Жуан-Песоа, Форталеза, Фос-ду-Игуасу, Манаус, Натал, Флорианополис, Жоинвили, Уберландия, Лондрина, Навегантис, Гояния, Ильеус, Императрис, Витория, Сан-Жозе-ду-Риу-Прету, Макапа, Белен, Порту-Сегуру. |
| WebJet         | Порту-Алегри, Рио-де-Жанейро (Сантос-Дюмон), Порту-Сегуру. |
| Azul           | Жуан-Песоа, Порту-Сегуру, |
| NHT            | Куритиба, Навегантис, Кампинас и Рио-де-Жанейро (Сантос-Дюмон) (ожидание разрешения) |

## Перспективы развития
31 августа 2009 года Infraero представил план модернизации международного аэропорта Конгоньяс, сосредоточившись на приготовлениях к чемпионату мира по футболу 2014 года, который будет проходить в Бразилии. Таким образом будут вложены инвестиции в:
- Новый контрольно-диспетчерский пункт. Стоимость 11.9. Завершение: 2010 год.
- Реконструкция перрона. Стоимость 20.6. Завершение: январь 2012 года.
- Заключение реконструкции в южной части пассажирского терминала. Стоимость 67.1. Завершение: октябрь 2012 года.
- Реконструкция северной части пассажирского терминала. Стоимость 65.1. Завершение: октябрь 2014 года.

В 2024 году министр портов и аэропортов Бразилии Сильвио Коста Фильо заявил, что власти Бразилии потратят на модернизацию аэропорта Конгоньяс сумму, достигающую двух миллиардов реалов (35,3 миллиарда рублей).